# VOICEROID
VOICEROID是由AH-Software使用AI公司的「AITalk」引擎開發的語音合成軟件，用作朗讀文字。此軟件只有日文版本。其名字來自於VOCALOID。比起普通的語音合成軟件，該軟件有較多不同的設定，例如速度、音高及音準。

## 概述
VOICEROID使用由AI公司開發的AITalk引擎。用户能夠調整速度、音高及音準，令人聲聽起來更加自然。原本兩個產品月讀正太及月讀愛的包裝中附有動畫軟件Crazy Talk SE。
2010年10月22日，推出名為『VOICEROID+』的新版引擎。第一個推出的產品取自兒童動畫秘密結社鷹之爪中的角色吉田君。跟月讀正太及月讀愛一樣，都是主要針對年輕觀眾。
由於首三個VOICEROID都針對年輕觀眾，所以聲庫有經過檢查，並過濾掉不恰當的用詞。但是，弦卷真紀是為了較年長的用戶設計而成，為系列中首個無經過濾的產品。結月緣為首個同時擁有VOICEROID聲庫及VOCALOID聲庫的角色。 相比起以往的VOICEROID+声库，東北俊子的聲音有了很大改進。首次兩個捆绑發售的VOICEROID為琴葉茜、葵。2015年，软件更新至『VOICEROID+ EX』。
2017年, 公布了最新版本的软件『VOICEROID 2』。该软件拥有一些新特性和差异，尽管可以导入过往的VOICEROID及衍生产品，但旧版本引擎不能使用任何新功能。

## 產品

### VOICEROID
VOICEROID
- 月讀正太：按照一個七歲男孩設計而成，發售日期為2009年12月4日[4][5][6]。
- 月讀愛：按照一個五歲女孩設計而成，設定上為月讀正太的妹妹，發售日期為2009年12月4日[7][5][6]。

VOICEROID+
- 吉田君：按照兒童動畫秘密結社鷹之爪（日语：秘密結社鷹の爪）中的同名角色設計而成[8]，發售日期為2010年10月22日[8]。
- 弦卷真紀：設定上為一名少女。發售日期為2010年11月12日[9]。她是系列中首個無經過濾的產品。由民安友绘提供原聲[9]。
- 结月缘：首個同時擁有VOICEROID聲庫及VOCALOID聲庫的角色[10][11]。發售日期為2011年12月22日[10]。
- 東北俊子：設定上為一名少女。原本為了復興受到東日本大震災造成損害的東北地方設計而成，角色原型為東北的特產毛豆麻糬[12][13]。發售日期為2012年9月28日[12][13]。後於2014年6月推出東北豆子的VOCALOID3聲庫[14]。
- 琴叶茜、葵：設定上為一對雙胞胎姊妹，其中茜的声线更适合使用关西方言来表达。由榊原由依提供原聲[15][16]。

VOICEROID+ EX
除了琴葉之外过往以发售的产品均获得更新
- 水奈濑幸：[17][18] 是此版本第一位发售的新男性声音。发售于2015年10月29日。
- 京町Seika：[19] 是经众筹推出的VOICEROID。由创作团体的立花理香提供原声。众筹结束她以筹到¥4,038,500，已超过两倍推出VOICEROID（¥2,000,000）所需要的金额。发行日期为2016年6月10日。[20]
- 东北切蒲英：为近期经过竞选推出的VOICEROID。她是东北俊子的妹妹，同时拥有一个为她发布的UTAU声库，由茜屋日海夏提供声源。2016年5月18日募集推出VOICEROID的目标金额定在¥4,500,000。[21]结束时以筹到¥6,983,080，已超过所需的55%。于2016年10月27日发售。

### VOICEROID 2
- 绁星灯：VOICEROID 2引擎下的第一款声源产品，于2017年11月发布，2017年12月22日发售，由米泽圆提供声源，同时发布VOCALOID4版本。[22][23]
- 结月缘：引擎版本更新。[24]
- 琴葉茜、葵：引擎版本更新。[25]
- 樱乃空：于2018年7月26日发售，由井上喜久子提供声源，同时发布VOCALOID5版本。[26][27]
- 东北伊达子：和东北豆子一样，SSS合同会社为了应援东北地区而创作的角色。设定为为东北豆子的姐姐，身份为巫女。由木户衣吹提供声源，同时拥有一个为她发布的UTAU声库。2018年11月8日发售。

## 外部連結
- （日語）AH-Software官方網站 （页面存档备份，存于）
- （日語）VOICEROID產品情報 （页面存档备份，存于）